# بي. ميتشيل سيمبسون
بي. ميتشيل سيمبسون (بالإنجليزية: B. Mitchell Simpson)‏ هو كاتب سير ومحامي أمريكي، ولد في 1932.